# Aethionema fruticulosum
Aethionema fruticulosum är en korsblommig växtart som beskrevs av Eugen Iwanowitsch Bordzilowski. Aethionema fruticulosum ingår i släktet Aethionema och familjen korsblommiga växter. Inga underarter finns listade i Catalogue of Life.